# Le Mêle-sur-Sarthe
Le Mêle-sur-Sarthe település Franciaországban, Orne megyében. Lakosainak száma 659 fő (2022. január 1.). Le Mêle-sur-Sarthe Coulonges-sur-Sarthe, Saint-Aubin-d’Appenai, Saint-Julien-sur-Sarthe és Saint-Léger-sur-Sarthe községekkel határos.

## Népesség
A település népességének változása:
| Lakosok száma | 758  | 733  | 735  | 686  | 679  | 670  | 659  | 659  | 659  |
|               | 2013 | 2015 | 2016 | 2017 | 2018 | 2019 | 2020 | 2021 | 2022 |